# 狂っちゃいないぜ
『狂っちゃいないぜ』（Pushing Tin）は、1999年のアメリカ映画。航空管制官を描いた映画。コミカル風であり、不倫ものでもあり、友情物でもあり、航空サスペンスでもある、という色々な要素を持っている。
当時、まだ、それほど注目されていなかった、アンジェリーナ・ジョリー、ビリー・ボブ・ソーントン、ケイト・ブランシェットらが出演している。ジョリーとソーントンは本作がきっかけで結婚。ソーントンとブランシェットの交友（その後、『バンディッツ』『ギフト』で協働する）はここに始まる。

## あらすじ
航空管制官の男が、新入りの同僚の妻を寝取ってしまい、そこから事態は思わぬ方向に向かう。

## キャスト
| 役名                      | 俳優                         | 日本語吹替 |
| ------------------------- | ---------------------------- | ---------- |
| ニック・ファルゾーン      | ジョン・キューザック         | 家中宏     |
| ラッセル・ベル            | ビリー・ボブ・ソーントン     | 小山力也   |
| メアリー・ベル            | アンジェリーナ・ジョリー     | 阿部桐子   |
| コニー・ファルゾーン      | ケイト・ブランシェット       | 勝生真沙子 |
| バリー・プロトキン        | ジェイク・ウェバー           | 星野充昭   |
| エド・クラベス            | カート・フラー               | 辻親八     |
| ティナ・リアリー          | ヴィッキー・ルイス           | 佐藤しのぶ |
| クリスタル・プロトキン    | モリー・プライス             | 本田貴子   |
| パット・フィーニー        | マイケル・ウィリス           | 長島雄一   |
| ロン・ヒューイット        | マット・ロス                 | 藤原啓治   |
| レオ・モートン            | ジェリー・グレイソン         | 宝亀克寿   |
| ピート                    | マイク・オマリー             | 遠藤純一   |
| トム                      | ニール・クローン             | 長克巳     |
| タニア・ヒューイット      | キャサリン・ロイド・バーンズ | 園田恵子   |
| ジュリー・クラベス        | スター・ジャスパー           | 彩木香里   |
| コナー先生                | キャロリン・スコット         | 西宏子     |
| エンゾ・ソレント          | ジーン・ディノヴィ           | 石波義人   |
| パイロット                | ジョン・ルフェーブル         | 楠見尚己   |
| Dr.フリーズ（カメオ出演） | ジョン・キャロル・リンチ     | 岩崎ひろし |

## スタッフ
- 監督：マイク・ニューウェル
- 音楽:アン・ダッドリー